# 4563 Kahnia
A 4563 Kahnia (ideiglenes jelöléssel 1980 OG) a Naprendszer kisbolygóövében található aszteroida. Edward L. G. Bowell fedezte fel 1980. július 17-én.